# Comuna Oniceni, Neamț
Oniceni este o comună în județul Neamț, Moldova, România, formată din satele Ciornei, Gorun, Linsești, Lunca, Mărmureni, Oniceni (reședința), Pietrosu, Poiana Humei, Pustieta, Solca și Valea Enei.

## Așezare
Comuna se află în extremitatea sud-estică a județului, la limita cu județele Bacău și Vaslui. Este străbătută de șoseaua județeană DJ159, care o leagă spre est în județul Vaslui de Băcești (unde se termină în DN15D) și spre vest de Valea Ursului, în județul Bacău de Dămienești, înapoi în județul Neamț de Icușești și din nou în județul Bacău de Filipești (unde se intersectează cu DN2), mai departe din nou în județul Neamț de Bahna și înapoi în județul Bacău de Racova (unde se termină în DN15).

## Demografie
Componența etnică a comunei Oniceni
     Români (91,08%)
     Alte etnii (8,92%)
Componența confesională a comunei Oniceni
     Ortodocși (78,66%)
     Adventiști (9,37%)
     Penticostali (2,63%)
     Alte religii (0,33%)
     Necunoscută (9,01%)
Conform recensământului efectuat în 2021, populația comunei Oniceni se ridică la 3.351 de locuitori, în scădere față de recensământul anterior din 2011, când fuseseră înregistrați 3.388 de locuitori. Majoritatea locuitorilor sunt români (91,08%). Din punct de vedere confesional, majoritatea locuitorilor sunt ortodocși (78,66%), cu minorități de adventiști (9,37%) și penticostali (2,63%), iar pentru 9,01% nu se cunoaște apartenența confesională.

## Politică și administrație
Comuna Oniceni este administrată de un primar și un consiliu local compus din 13 consilieri. Primarul, Ioan Duminică[*], de la Partidul Social Democrat, este în funcție din 2008. Începând cu alegerile locale din 2024, consiliul local are următoarea componență pe partide politice:
|  | Partid                          | Consilieri | Componența Consiliului | Componența Consiliului | Componența Consiliului | Componența Consiliului | Componența Consiliului | Componența Consiliului | Componența Consiliului | Componența Consiliului | Componența Consiliului | Componența Consiliului |
|  | ------------------------------- | ---------- | ---------------------- | ---------------------- | ---------------------- | ---------------------- | ---------------------- | ---------------------- | ---------------------- | ---------------------- | ---------------------- | ---------------------- |
|  | Partidul Social Democrat        | 10         |                        |                        |                        |                        |                        |                        |                        |                        |                        |                        |
|  | Partidul Național Liberal       | 2          |                        |                        |                        |                        |                        |                        |                        |                        |                        |                        |
|  | Alianța pentru Unirea Românilor | 1          |                        |                        |                        |                        |                        |                        |                        |                        |                        |                        |

## Istorie
La sfârșitul secolului al XIX-lea, comuna făcea parte din plasa Fundul a județului Roman și era formată din satele Ciorneiu (Cotu lui Ciorneiu), Fundul Ocii, Linsești, Lunca, Mărmureni (Saca), Naiman (Onicenii lui Naiman), Oniceni, Pietrosu, Pustieta, Săcătura, Solca și Valea lui Ene, având în total 1621 de locuitori ce trăiau în 409 case. În comună existau 3 biserici. Anuarul Socec din 1925 o consemnează în aceeași plasă, având 1738 de locuitori în satele Dodițești, Oniceni-Răzeși, Linsești, Solca, Marmureni, Pustieta, Valea Enii și Bălanu. În 1931, componența comunei era: Ciornei, Linsești, Lunca, Mărmureni, Oniceni, Pietrosu, Pustieta, Săcătura, Solca și Valea Enei.
În 1950, comuna a trecut în administrarea raionului Negrești din regiunea Iași. Satul Secătura a luat în 1964 denumira de Gorunu. În 1968, comuna a trecut la județul Neamț și a preluat și satul Poiana Humei de la comuna Roșiori.